# رولاند (قائد فرنجي)

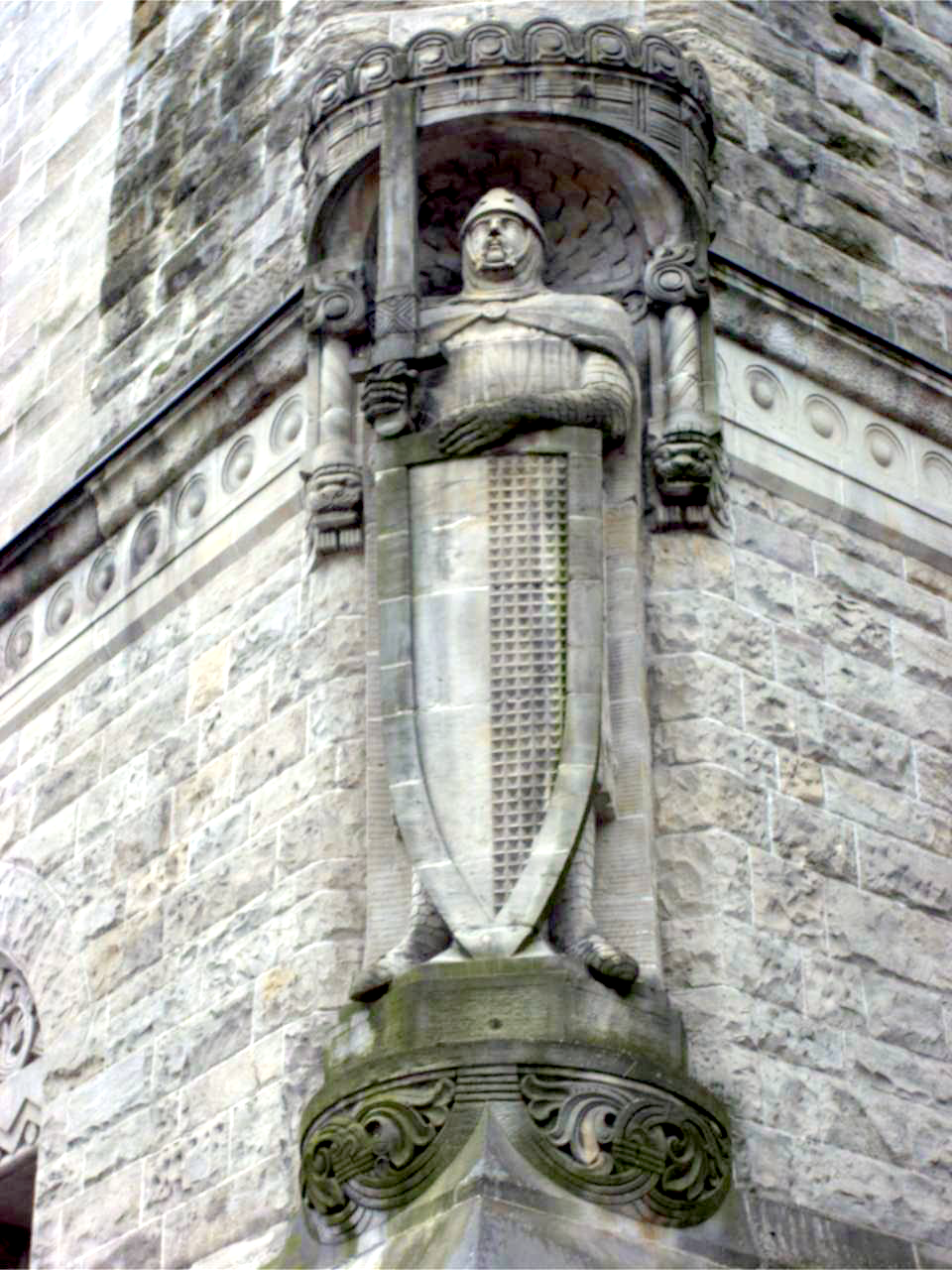
تمثال رولاند في محطة قطارات ميتز، فرنسا.

رولاند (بالألمانية: Hruotland) (بالفرنكية القديمة: Hruodland) (المتوفي في 15 أغسطس 778 م) هو قائد عسكري فرنجي في جيوش شارلمان، يعد أحد الشخصيات الرئيسية في النتاج الأدبي الذي يعرف بمسألة فرنسا. كان رولاند حاكمًا للثغر البريتوني أحد ثغور المكلّفة بحماية إمبراطورية الفرنجة من هجمات البريتانيين. اشتهر رولاند بدوره في معركة ممر رونسفال التي لقي فيها مصرعه.
كان قصة مقتل رولاند في ممر رونسفال مادة خصبة لأدب القرون الوسطى وأدب عصر النهضة، فكان الشخصية الأبرز وقائد فرسان شارلمان في الملحمة الشعرية الفرنسية القديمة «نشيد رولاند» التي ترجع للقرن الحادي عشر الميلادي. كما كان من الشخصيات الرئيسية في القطعتين الشعريتين الإيطاليتان العائدتان لعصر النهضة «أورلاندو إناموراتو» و«أورلاندو فوريوسو».